# 몰타 국립도서관

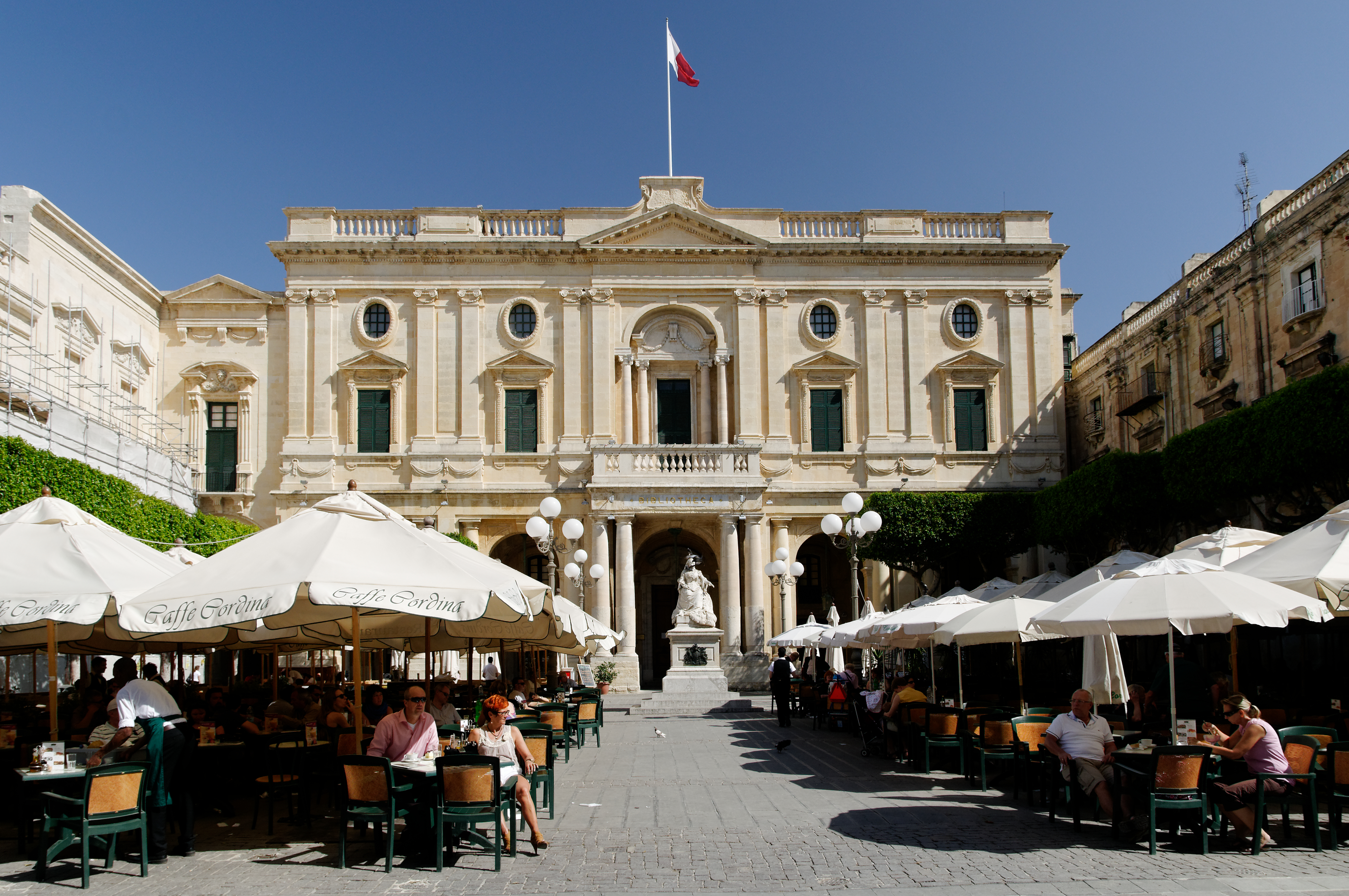
몰타 국립도서관

몰타 국립도서관(몰타어: Bibljoteka Nazzjonali ta 'Malta)은 몰타 발레타의 공화국 광장에 위치한 국립도서관이다. 1776년 기사단장 에마누엘 데 로한폴두크가 설립한 도서관으로, 루이 게랭 드 탕생의 소장품을 모태로 하였다. 1925년부터는 납본제를 실시하였다. 몰타 대학교와 함께 가장 큰 규모의 멜리텐시아 컬렉션을 소장하고 있으며, 구호기사단에 관한 자료도 소장 중이다.
몰타 국립도서관 건물은 18세기 신고전주의 양식의 건물로, 발레타 도심에 위치해 있으며 발레타 구호기사단 총장궁 근처에 있다.

## 역사
몰타 국립도서관의 시초는 1555년으로 거슬러 올라간다. 당시 기사단장이었던 클로드 드 라 상글이 작고한 구호기사단 기사들의 서적들을 기사단 수장고로 옮기라는 명을 내렸다.
1760년 세인트 존 훈장 수훈자였던 루이 게랭 드 탕생이 호아킨 페르난데스 데 포르토카레로가 소장하고 있던 서적 9,700권을 7000스쿠디를 주고 사들였다. 이듬해에는 발레타의 일 포르판토네 (Il Forfantone)란 건물에 공공도서관을 개관하였는데, 자신의 서재는 물론 포르토카레로의 소장품, 세인트제이 위원회 도서관 (library of Comm. Sainte-Jay, 옛 세인트 존 수도원 성당의 성구실이 있던 곳) 소장품, 그리고 기사단에서 기부받은 서적들로 구성되었다. 탕생은 도서관 사서로 조반니 피에트로 프란체스코 아주스 데 솔다니스를 임명하고 봉급도 직접 자비로 주었다. 이후 탕생은 도서관 유지 기금을 확고히 하려다 그 결실을 보지 못한 채 1766년 눈을 감았다.
1776년 기사단장 에마누엘 데 로한폴두크는 '비블로테카 푸블리카' (Bibliotheca Publica, 공공장서)를 공식 설립하였다. 당시 탕생의 공적을 기리는 의미에서 '비블로테카 탄세아나' (Bibliotheca Tanseana)라고도 불렀다. 당시 포르탄토네 관은 새로운 도서관을 들여놓기엔 너무 협소하였기에, 1786년 폴란드 태생의 이탈리아의 건축가 스테파노 이타르에게 새 도서관 건물 설계를 맡겼다. 도서관 건물은 기사단 수장고의 금·은괴와 수공품을 보관하던 '콘세르바토리아'라는 건물 부지에 지어졌다. 그로부터 10년이 지난 1796년 도서관 건물이 완공되었으나 1798년 프랑스의 침공으로 인하여 몇 년 동안 내부를 비워둔 채로 두기도 했다. 이후 1812년 6월 4일 당시 몰타의 국가위원이었던 힐드브랜드 오크스 경의 선언으로 개관하였으며 '몰타 공공도서관'으로 이름하게 되었다.
1925년에는 도서관법 제2항에 따라 납본제를 실시하게 되었으며 1936년에는 조지 5세에 의해 '왕립 몰타 도서관'으로 이름하게 되었다. 1937년에는 기사단 자료들이 국립도서관에서 공공 기록보관소로 이전되었다. 1976년 플로리아나에 중앙공공도서관이 문을 열면서 발레타 도서관은 연구 및 참조 도서관으로 바뀌었으며 이때부터 '국립몰타도서관'이라는 이름이 붙게 되었다.

## 갤러리

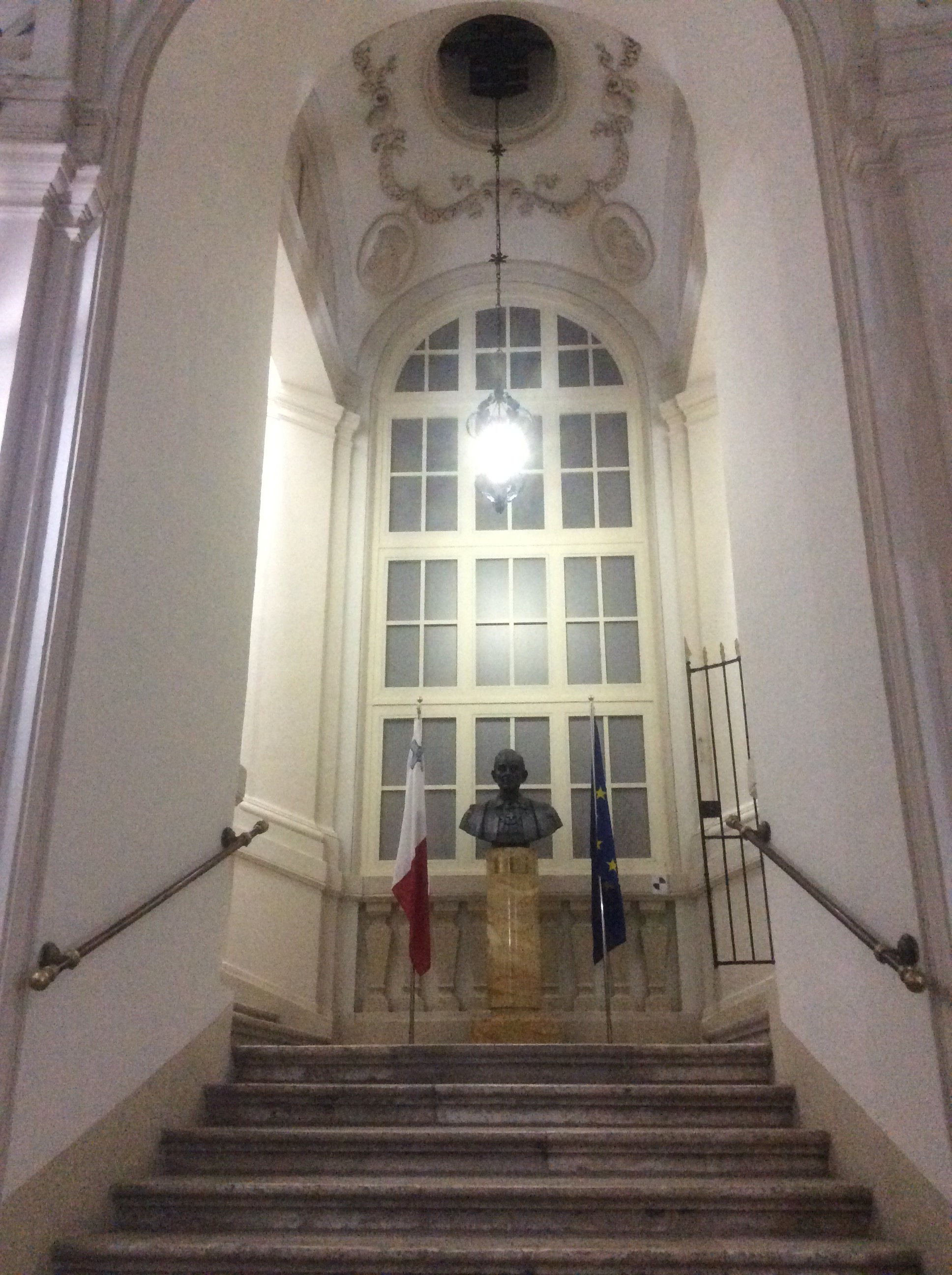
몰타 국립도서관의 계단과 둔 카름 사일라 동상
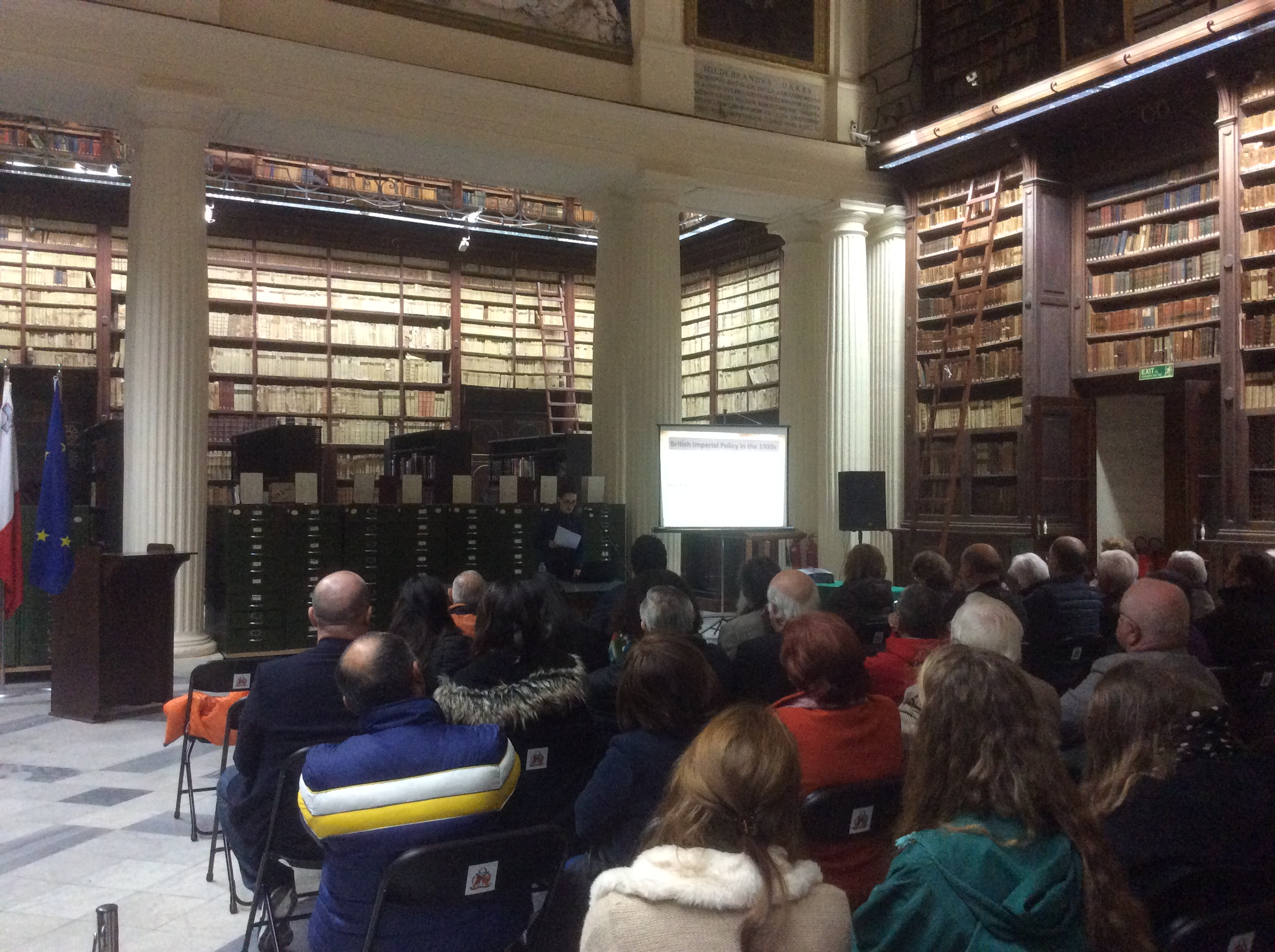
몰타 국립도서관의 대중 강의
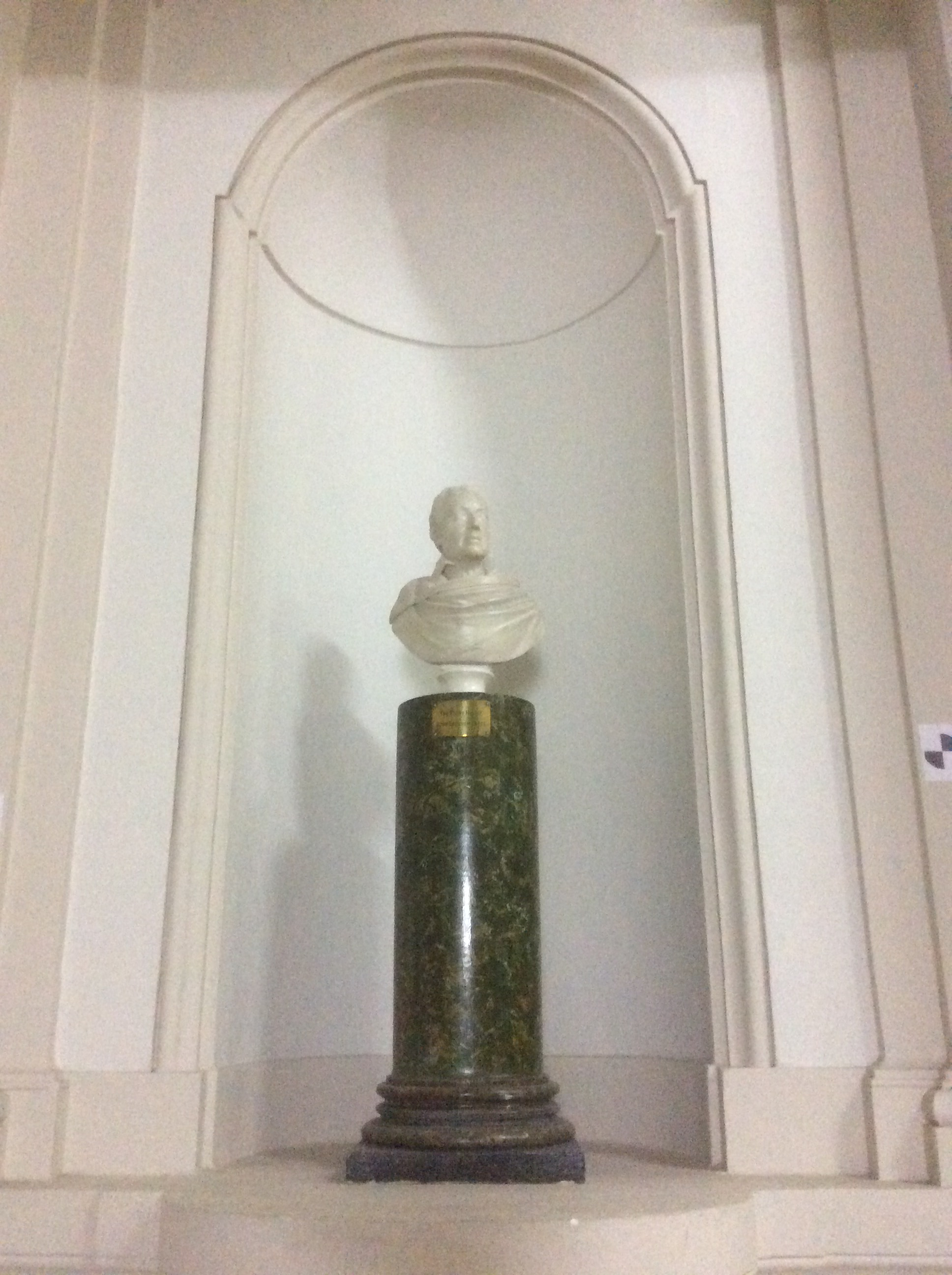
랄프 애버크롬비 동상
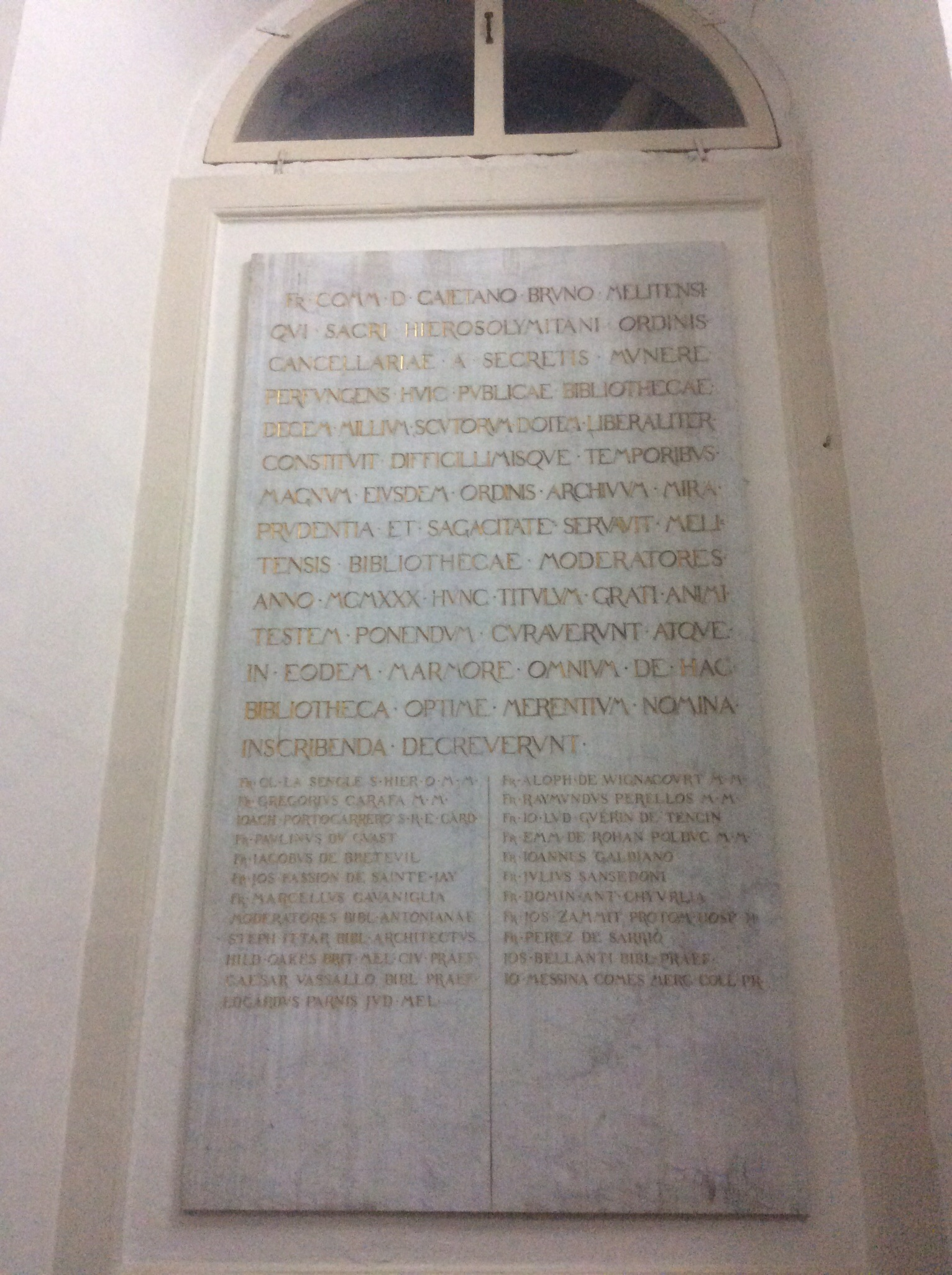
본강당으로 들어가기 전에 붙어있는 석판
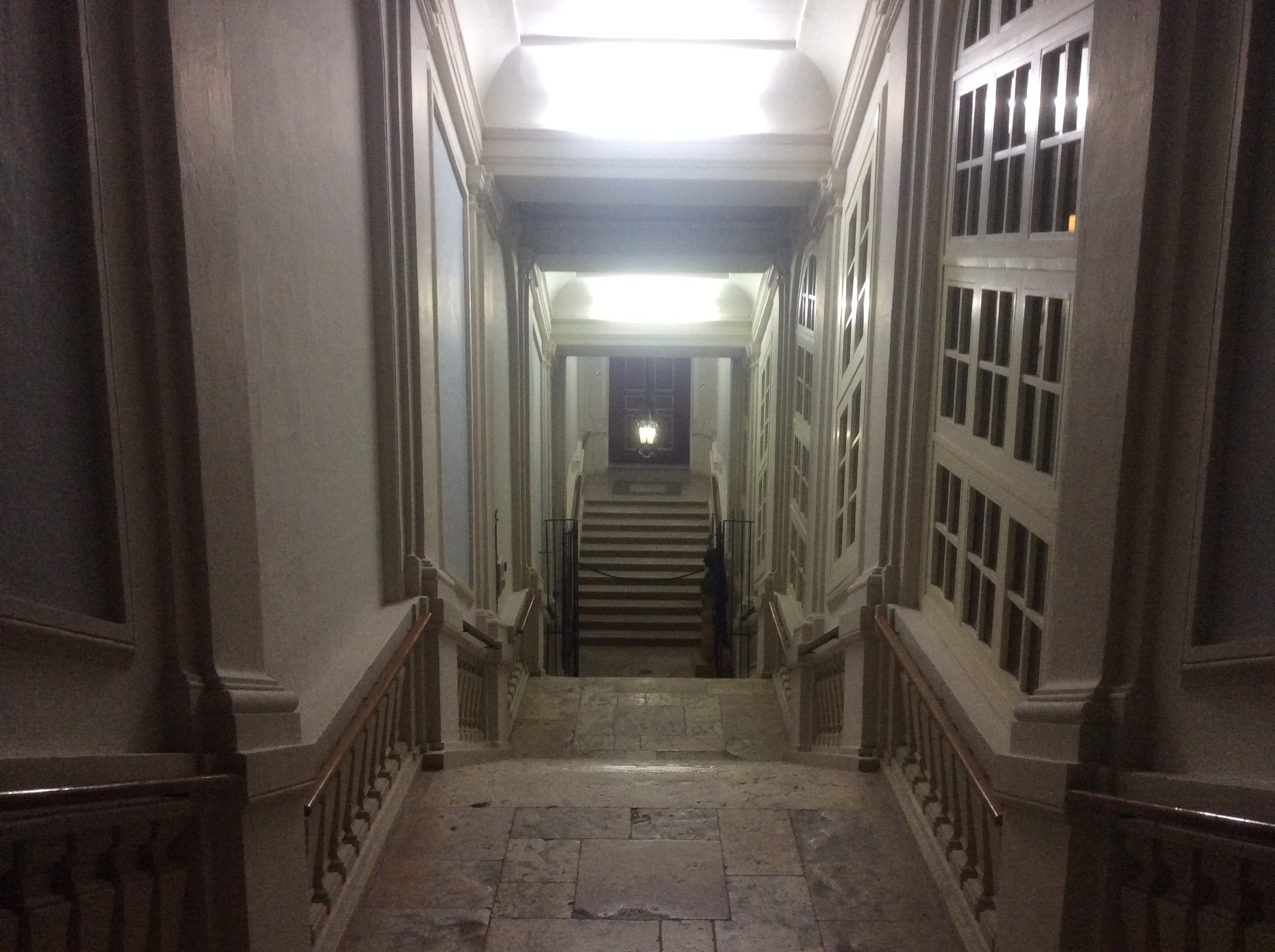
본 계단실